# Penselkrabba
Penselkrabba (Hemigrapsus takanoi, Asakura & Watanabe 2005) är en art i djurgruppen krabbor som har sitt ursprung i Japan och Korea. Namnet har den fått på grund av att hanarna har en liten tofs på klorna. Förväxlingsart är Hemigrapsus penicillatus, men hos denna art saknar hanarna den lilla klotofsen. Storleken är ca 25 mm exklusive klorna. Den upptäcktes på 1990-talet i Biscayabukten och har spritt sig till Frankrikes kust vid Engelska kanalen och kusterna utanför Belgien och Nederländerna. Troligen är den införd med barlastvatten. Den är aggressiv, och man oroas nu för eventualiteten att den konkurrerar ut andra arter.
Från och med år 2016 har också penselkrabban hittats vid den svenska västkusten. Eftersom den tål vatten med låg salthalt är det tänkbart att den så småningom kan sprida sig till Östersjön. Den har dock svårt att fortplanta sig i brackvatten, och därför kommer ett eventuellt östersjöbestånd antagligen att vara beroende av påfyllning från en tillräckligt stor population vid Västkusten.